# Percina kusha
Percina kusha és una espècie de peix pertanyent a la família dels pèrcids.

## Descripció
- Pot arribar a fer 6,5 cm de llargària màxima.
- Absència de colors brillants al cos i les aletes dels adults.
- Presenta entre 7 i 11 taques laterals connectades per formar una banda contínua de color marró fosc a negre amb vores ondulades.
- Línia lateral completa.
- Els mascles presenten una fila d'escates modificades al nivell mitjà de l'abdomen i una o dues escates modificades entre la base de les aletes pèlviques.
- L'aleta anal dels mascles reproductors no és excessivament allargada.
- El musell no es projecta més enllà del marge anterior de la mandíbula superior.[4][5]

## Hàbitat
És un peix d'aigua dolça, bentopelàgic i de clima temperat (34°N-35°N, 84°W-84°W).

## Distribució geogràfica
Es troba a Nord-amèrica: les capçaleres del riu Coosa a Geòrgia i Tennessee.

## Observacions
És inofensiu per als humans.